# グーフィーのたいこ腹
『グーフィーのたいこ腹』（グーフィーのたいこばら、原題：Tomorrow We Diet）は、ウォルト・ディズニー・プロダクション（現：ウォルト・ディズニー・カンパニー）が製作した1951年6月29日公開のアニメーション短編映画作品。グーフィーの短編映画シリーズの第32作目である。

## あらすじ
かつては短距離走、テニス、フットボール、棒高跳び、ボクシングと万能にこなすスポーツ選手であったグーフィーだったが、今ではその面影もなく、下腹がかなり出ている超肥満の体に成り果ててしまった。ある日、いつものように一人分以上の大食いを済ませると鏡のほうから「デブ君」と呼びかけられるのだった。

## スタッフ
- 製作：ウォルト・ディズニー
- 監督：ジャック・キニー
- 作画：ジョン・シブレー、エド・アーダル、ハーヴェイ・ツームズ、ヒュー・フレーザー
- 効果：ダン・マクマナス
- 脚本：ミルト・シェーファー、ディック・キニー
- 美術：アル・ツインネン
- 背景：ディック・アンソニー
- 音楽：ジョセフ・Ｓ・デュビン

## キャスト
| キャラクター         | 原語版               | 旧吹き替え版 | 新吹き替え版 |
| -------------------- | -------------------- | ------------ | ------------ |
| グーフィー           | ボブ・ジャックマン   | 小山武宏     | 島香裕       |
| 鏡の中のハンサムくん | ジミー・マクドナルド | 小山武宏     |              |
| ナレーション         | ジャック・ルーク     | 江原正士     | 大平透       |

## 日本での公開

### 収録
- 『夢と魔法の宝石箱 とびだせグーフィー』（VHS、バンダイ・ホームビデオ、旧吹き替え版）